# Неос Космос
Неос Космос (грч. Νέος Κόσμος) је насеље Атине које припада 2. општинском округу општине Атина.  Граничи се са Дафном на истоку, Калитеом и Кукакијем на западу, Агиос Артемиосом и Метсом на северу и Неа Смирни на југу.
Опслужују га три станице метроа. Такође га опслужују пет трамвајских стајалишта.
Насеље иза хотела Athenaum InterContinental зове се Дургути и углавном се састоји од смештаја за избеглице. Према најраспрострањенијој верзији, име Дургути потиче од атинске породице Дургути која је имала своје поседе у том подручју. Из тог разлога, у прошлости су га људи називали „у Дургутију“. Још увек се поштом назива Дургути.

## Историја
У древним временима, на подручју Неос Космоса налазила се једна од три најважније вежбалишта у Атини, Киносарги. Подручје иза цркве Агиос Состис звало се Аналатос и познато је по историјској бици код Аналатоса која се одиграла 1827. 1921. населиле су се прве јерменске избеглице из Велике Британије. Азија која ће се касније повећати са сломом фронта и доласком грчких избеглица. У почетку живе у бедним условима у страћарима, пошто ће прве стамбене зграде за избеглице бити изграђене много касније 1934. 

## Клима
Према метеоролошкој станици која припада Националној опсерваторији Атине, Неос Космос има прелазну климу између медитеранске и вруће степске климе. Има веома благе зиме за центар Атине и веома топла лета. Има просечну годишњу температуру од преко 20 степени и годишње је најтоплије подручје атинске општине.
| Клима Νέου Κόσμου 85 m a.s.l.                                                      | Клима Νέου Κόσμου 85 m a.s.l. | Клима Νέου Κόσμου 85 m a.s.l. | Клима Νέου Κόσμου 85 m a.s.l. | Клима Νέου Κόσμου 85 m a.s.l. | Клима Νέου Κόσμου 85 m a.s.l. | Клима Νέου Κόσμου 85 m a.s.l. | Клима Νέου Κόσμου 85 m a.s.l. | Клима Νέου Κόσμου 85 m a.s.l. | Клима Νέου Κόσμου 85 m a.s.l. | Клима Νέου Κόσμου 85 m a.s.l. | Клима Νέου Κόσμου 85 m a.s.l. | Клима Νέου Κόσμου 85 m a.s.l. | Клима Νέου Κόσμου 85 m a.s.l. |
| Показатељ \ Месец                                                                  | .Јан.                         | .Феб.                         | .Мар.                         | .Апр.                         | .Мај.                         | .Јун.                         | .Јул.                         | .Авг.                         | .Сеп.                         | .Окт.                         | .Нов.                         | .Дец.                         | .Год.                         |
| ---------------------------------------------------------------------------------- | ----------------------------- | ----------------------------- | ----------------------------- | ----------------------------- | ----------------------------- | ----------------------------- | ----------------------------- | ----------------------------- | ----------------------------- | ----------------------------- | ----------------------------- | ----------------------------- | ----------------------------- |
| Апсолутни максимум, °C (°F)                                                        | 22,8 (73)                     | 25,0 (77)                     | 25,4 (77,7)                   | 31,2 (88,2)                   | 36,4 (97,5)                   | 41,2 (106,2)                  | 42,6 (108,7)                  | 42,8 (109)                    | 38,1 (100,6)                  | 32,6 (90,7)                   | 27,5 (81,5)                   | 23,4 (74,1)                   | 42,8 (109)                    |
| Максимум, °C (°F)                                                                  | 13,9 (57)                     | 15,3 (59,5)                   | 17,5 (63,5)                   | 21,5 (70,7)                   | 25,8 (78,4)                   | 30,7 (87,3)                   | 33,9 (93)                     | 33,6 (92,5)                   | 29,6 (85,3)                   | 24,0 (75,2)                   | 19,8 (67,6)                   | 15,6 (60,1)                   | 23,43 (74,18)                 |
| Просек, °C (°F)                                                                    | 11,2 (52,2)                   | 12,4 (54,3)                   | 14,3 (57,7)                   | 17,8 (64)                     | 22,1 (71,8)                   | 26,9 (80,4)                   | 30,1 (86,2)                   | 30,0 (86)                     | 26,1 (79)                     | 20,8 (69,4)                   | 17,0 (62,6)                   | 13,0 (55,4)                   | 20,14 (68,25)                 |
| Минимум, °C (°F)                                                                   | 8,5 (47,3)                    | 9,5 (49,1)                    | 11,0 (51,8)                   | 14,1 (57,4)                   | 18,4 (65,1)                   | 23,0 (73,4)                   | 26,3 (79,3)                   | 26,3 (79,3)                   | 22,5 (72,5)                   | 17,6 (63,7)                   | 14,1 (57,4)                   | 10,3 (50,5)                   | 16,8 (62,23)                  |
| Апсолутни минимум, °C (°F)                                                         | −1,2 (29,8)                   | −0,5 (31,1)                   | 0,0 (32)                      | 5,2 (41,4)                    | 12,6 (54,7)                   | 15,8 (60,4)                   | 19,6 (67,3)                   | 20,8 (69,4)                   | 15,7 (60,3)                   | 9,3 (48,7)                    | 6,7 (44,1)                    | 0,9 (33,6)                    | −1,2 (29,8)                   |
| Количина кише, mm (in)                                                             | 53,2 (2,094)                  | 47,5 (1,87)                   | 33,6 (1,323)                  | 20,6 (0,811)                  | 18,1 (0,713)                  | 23,7 (0,933)                  | 6,1 (0,24)                    | 6,2 (0,244)                   | 23,3 (0,917)                  | 43,3 (1,705)                  | 62,1 (2,445)                  | 68,5 (2,697)                  | 406,2 (15,992)                |
| Извор #1: Εθνικό Αστεροσκοπείο Αθηνών (Οκτ 2010 - Μαρ 2024)                        |                               |                               |                               |                               |                               |                               |                               |                               |                               |                               |                               |                               |                               |
| Извор #2: Μετεωρολογικός Σταθμός Νέου Κόσμου, Παγκόσμιος Μετεωρολογικός Οργανισμός |                               |                               |                               |                               |                               |                               |                               |                               |                               |                               |                               |                               |                               |